# 谢赛克
谢赛克（1961年8月—），广西柳州人，中国男子乒乓球运动员。他曾获得1981年世界乒乓球锦标赛混合双打金牌、男子双打银牌和1983年世界乒乓球锦标赛男子双打银牌。